# 達利亞瓦
49°21′37″N 23°37′42″E / 49.36028°N 23.62833°E
達利亞瓦（烏克蘭語：Далява），是烏克蘭的村落，位於該國西部利沃夫州，由德羅霍貝奇區負責管轄，始建於1700年，面積1.36平方公里，2001年人口371，人口密度每平方公里273.8人。